# Lago Moraine
El lago Moraine es un lago de montaña localizado en el Parque Nacional Banff, en Alberta, Canadá. Más concretamente, se encuentra en el valle de los Diez Picos (en inglés: Valley of the Ten Peaks), a unos 14 kilómetros de distancia de la localidad de Lago Louise y a una altitud de unos 1884 metros sobre el nivel del mar. Moraine quiere decir morrena en inglés. 
El lago Moraine, con una superficie total de medio kilómetro cuadrado, es alimentado gracias a un glaciar. Por tanto, alcanza su nivel máximo durante la segunda mitad del mes de junio. Su llamativo color azul, característico de los lagos de la zona de la Carretera de los campos de hielo (Icefields Parkway), proviene de la refracción de la luz a causa del polvo de roca depositado desde las montañas. 

## Turismo

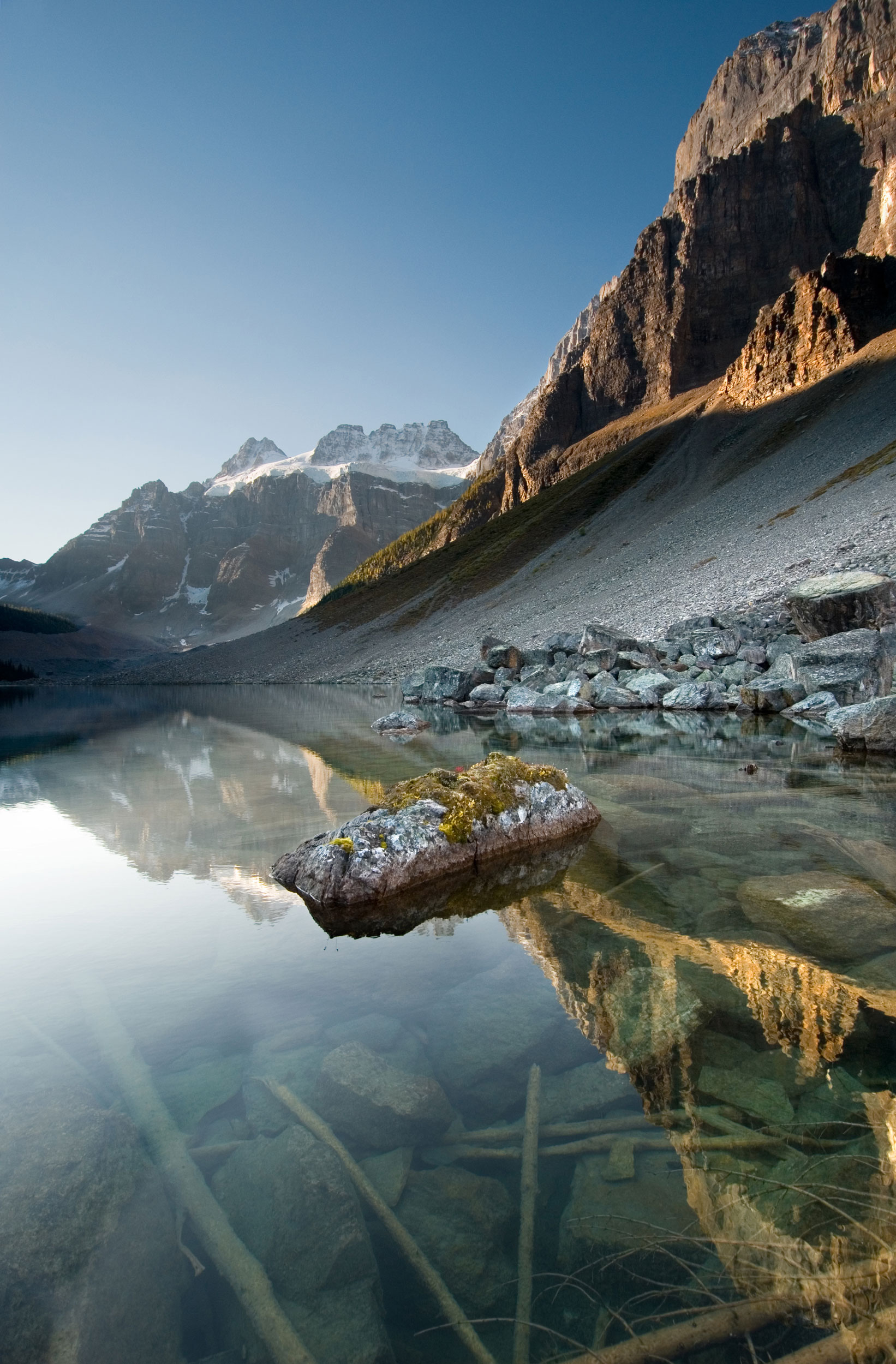
Lago Consolación

Alrededor del lago existen varias rutas de senderismo que a veces se encuentran cerradas debido a los osos grizzly. La agencia del gobierno canadiense Parks Canada, ocupada de la preservación del medioambiente, da información sobre el estado de los caminos y de las restricciones de paso.
La senda más fácil es también la más frecuentada por turistas. La ruta Rockpile tiene unos 300 metros de longitud y un desnivel de tan sólo 24 metros. La vista del lago desde lo alto de las rocas es una de las más fotografiadas de Canadá. Esa vista también es conocida como la Twenty Dollar View, la "Vista de los veinte dólares", ya que apareció en el reverso de los billetes de veinte dólares canadienses de 1969 y 1979.
Otras de las rutas son la de los lagos Consolación, la Moraine Lake Lakeshore Trail (ruta de la orilla del lago), Lago Eiffel, Paso Wenkchemna, Valle Larch y Paso Sentinel.

### Escalada
Se puede llegar hasta el Refugio Neil Hogan ("Neil Colgan Hut") en un tiempo de entre ocho y doce horas de escalada por la Ruta Perren desde el lago Moraine.

## Apariciones
La imagen del lago Moraine aparece en muchos lugares, incluyendo:
- En el reverso de los billetes de veinte dólares canadienses de 1969 y 1979.[3]
- En una de las imágenes de vista previa principales del sistema operativo Android.
- Bernard Callebaut anuncios impresos.
- En uno de los fondos disponibles en el Blackberry Pearl.
- En uno de los fondos disponibles en el Palm Pre.
- En uno de los fondos de Windows 7 de la serie "Canada".
- En uno de los fondos de Windows 7 de la serie "Winter".
- Como la página de inicio de Bing del 13 de octubre de 2009.